# Henry Glen
Henry Glen (* 13. Juli 1739 in Schenectady, Provinz New York; † 6. Januar 1814 ebenda) war ein US-amerikanischer Politiker. Zwischen 1793 und 1801 vertrat er den Bundesstaat New York im US-Repräsentantenhaus.

## Werdegang
Henry Glen wuchs während der britischen Kolonialzeit auf. Er war vom 27. Februar 1767 bis zum 11. März 1809 als Büroangestellter (clerk) in Schenectady County tätig. Während dieser Zeit diente er im Unabhängigkeitskrieg als Deputy Quartermaster General. Zwischen 1774 und 1776 saß er im ersten, zweiten und dritten Provinzkongress und in den Jahren 1786 und 1787 in der New York State Assembly. Politisch gehörte er der Pro-Administration-Fraktion an.
Bei den Kongresswahlen des Jahres 1792 für den 3. Kongress wurde Glen im achten Wahlbezirk von New York in das damals noch in Philadelphia tagende US-Repräsentantenhaus gewählt, wo er am 4. März 1793 als erster Vertreter des Distrikts im US-Repräsentantenhaus seinen Dienst antrat. In der folgenden Zeit schloss er sich der Föderalistischen Partei an. Als Kandidat dieser Partei wurde er dann in die drei folgenden Kongresse wiedergewählt. Er schied nach dem 3. März 1801 aus dem Kongress aus.
Nach seiner Kongresszeit saß er im Jahr 1810 wieder in der New York State Assembly. Er starb am 6. Januar 1814 in Schenectady.